# Grupa Borului
Grupa Borului reprezintă elementele chimice din grupa 13 a tabelului periodic, alcătuită din bor (B), aluminiu (Al), galiu (Ga), indiu (In), taliu (Tl), precum și elementul chimic necaracterizat nihoniu (Nh). Elementele acestei grupe sunt caracterizate prin 3 electroni de valență. Totodată, acestea au mai fost numite trieli.
Borul este clasificat ca fiind un metaloid, în timp ce restul elementelor (cu posibila excepție a nihoniului) sunt considerate a fi metale post-tranziționale. Borul este întâlnit rar în natură, probabil pentru că bombardamentul cu particule subatomice produs din cauza radioactivității naturale îi distruge nucleul. Aluminiul este foarte răspândit, fiind considerat cel de-al treilea element ca abundență în scoarța terestră (8.3%). Galiul este întâlnit în scoarța terestră în abundență de 13 ppm. Indiul este al 61-lea cel mai abundent element în scoarța terestră, iar taliul este întâlnit în cantități moderate pe planetă. Deoarece nihoniul nu este întâlnit în mod natural, este denumit ca fiind un element sintetic.
Câteva elemente ale grupei 13 prezintă un rol biologic în cadrul ecosistemului. Borul este un oligoelement întâlnit în organismul uman și esențial pentru unele plante. Carența de bor poate încetini creșterea plantelor, iar excesul poate avea același efect de inhibare a creșterii. Aluminiul nu prezintă nici un rol biologic, nici un caracter toxic signifiant, fiind considerat un element sigur. Indiul și galiul pot stimula metabolismul, galiul având abilitatea de a se lega de proteinele feroase. Taliul este extrem de toxic, interferând cu numeroase enzime cu rol vital, fiind utilizat ca pesticid.